# جورجا باکوس
جورجا باکوس (انگلیسی: Georgia Backus؛ ۱۳ اکتبر ۱۹۰۱ – ۷ سپتامبر ۱۹۸۳) یک هنرپیشه اهل ایالات متحده آمریکا بود.
وی بازیگر فیلم‌هایی همچون همشهری کین، آمبرسون‌های باشکوه و نیروی اهریمن بوده است.